# The Lion's Roar (sang)
"The Lion's Roar" er titelnummeret på albummet The Lion's Roar af den svenske folkeduo First Aid Kit. Den er skrevet af Klara Söderberg og Johanna Söderberg, og blev udgivet som den første single fra albummet. Den startede som nummer 38 på Sverigetopplistan og topppede som nummer 34 i den følgende uge.

## Hitlister
| Hitliste (2012)       | Højeste placering |
| --------------------- | ----------------- |
| Swedish Singles Chart | 22                |

## Brug i andre medier
Sangen bliver brugt i introsekvensen af episode 2 og 3 i spillet The Long Dark.
Sangen kan høres under rulleteksterne til episode 5 af 2. sæson af Mythic Quest.